# 4회 정관장배 세계여자바둑최강전
4회 정관장배 세계여자바둑최강전은 대한민국, 중국, 일본 중 중국이 우승했다. 

## 대국 결과
| 대국 | 연도   | 날짜      | 장소                               | 승자              | 패자               | 결과             | 기보                             |
| ---- | ------ | --------- | ---------------------------------- | ----------------- | ------------------ | ---------------- | -------------------------------- |
| 1    | 2005년 | 11월 1일  | 중국 베이징 신원따샤(新聞大廈)호텔 | 왕샹윈 初단       | 신카이 히로코 五단 | 234수 흑 4집반승 | [ 깨진 링크 ( 과거 내용 찾기 ) ] |
| 2    | 2005년 | 11월 2일  | 중국 베이징 신원따샤(新聞大廈)호텔 | 왕샹윈 初단       | 김은선 二단        | 224수 백 2집반승 | [ 깨진 링크 ( 과거 내용 찾기 ) ] |
| 3    | 2005년 | 11월 3일  | 중국 베이징 신원따샤(新聞大廈)호텔 | 왕샹윈 初단       | 만나미 카나 三단   | 283수 흑 3집반승 | [ 깨진 링크 ( 과거 내용 찾기 ) ] |
| 4    | 2005년 | 11월 4일  | 중국 베이징 신원따샤(新聞大廈)호텔 | 왕샹윈 初단       | 이다혜 三단        | 138수 백 불계승  | [ 깨진 링크 ( 과거 내용 찾기 ) ] |
| 5    | 2005년 | 12월 18일 | 서울 한국기원 1층 바둑TV 스튜디오  | 왕샹윈 初단       | 오사와 나루미 三단 | 132수 백 불계승  | [ 깨진 링크 ( 과거 내용 찾기 ) ] |
| 6    | 2005년 | 12월 19일 | 서울 한국기원 1층 바둑TV 스튜디오  | 이민진 四단       | 왕샹윈 초단        | 160수 백 불계승  | [ 깨진 링크 ( 과거 내용 찾기 ) ] |
| 7    | 2005년 | 12월 20일 | 서울 한국기원 1층 바둑TV 스튜디오  | 지넨 카오리 四단  | 이민진 四단        | 253수 백 반집승  | [ 깨진 링크 ( 과거 내용 찾기 ) ] |
| 8    | 2005년 | 12월 21일 | 서울 한국기원 1층 바둑TV 스튜디오  | 지넨 카오리 四단  | 판웨이징 初단      | 183수 흑 불계승  | [ 깨진 링크 ( 과거 내용 찾기 ) ] |
| 9    | 2005년 | 12월 22일 | 서울 한국기원 1층 바둑TV 스튜디오  | 지넨 카오리 四단  | 이영신 四단        | 258수 백 불계승  | [ 깨진 링크 ( 과거 내용 찾기 ) ] |
| 10   | 2005년 | 12월 23일 | 서울 한국기원 1층 바둑TV 스튜디오  | 루이나이웨이 九단 | 지넨 카오리 四단   | 160수 백 불계승  | [ 깨진 링크 ( 과거 내용 찾기 ) ] |
| 11   | 2006년 | 1월 16일  | 중국 상하이 센트럴호텔             | 박지은 六단       | 루이나이웨이 九단  | 280수 흑 1집반승 | [ 깨진 링크 ( 과거 내용 찾기 ) ] |
| 12   | 2006년 | 1월 17일  | 중국 상하이 센트럴호텔             | 박지은 六단       | 고야마 데루미 五단 | 283수 흑 4집반승 | [ 깨진 링크 ( 과거 내용 찾기 ) ] |
| 13   | 2006년 | 1월 18일  | 중국 상하이 센트럴호텔             | 예꾸이 五단       | 박지은 六단        | 216수 흑 반집승  | [ 깨진 링크 ( 과거 내용 찾기 ) ] |

결과: 중국 우승 (7승 3패, 쉬잉 五단은 출전하지 않음), 대한민국 준우승 (3승 5패), 일본 3위 (3승 5패)